# Diascia macrophylla
Diascia macrophylla là một loài thực vật có hoa trong họ Huyền sâm. Loài này được (Thunb.) Spreng. mô tả khoa học đầu tiên năm 1825.